# Kevin Ceccon
Kevin Ceccon (Clusone, 24 settembre 1993) è un pilota automobilistico italiano.
Vincitore del campionato Auto GP nel 2011, è inoltre istruttore per il Centro Internazionale Guida Sicura presso l'autodromo di Varano de' Melegari.

## Carriera

### Kart
Prima di correre in monoposto, Ceccon visse una lunga presenza coronata di successi nelle categorie junior dei kart. Nel 2005 arrivò 5º nella classe Copa Campeones Trophy Junior, per poi finire 4º negli Open Masters italiani della KF3 l'anno successivo. Nel 2008 vinse il titolo nella stessa categoria, e si assicurò gli arrivi a podio sia nella Coppa Invernale del Garda Sud sia nel Trofeo Andrea Margutti.

### Formula 3
Nel 2009 Ceccon fece un sostanziale salto passando dai kart alla Formula 3, correndo il campionato 2009 con la RP Motorsport. Dopo un inizio di stagione privo di soddisfazioni, concluse a punti in nove occasioni e si classificò 11º; i suoi migliori risultati furono due quarti posti, uno a Donington e l'altro a Monza. Prese parte anche a tre gare della Formula 3 Europea nel 2009, finendo a punti in quattro occasioni su sei gare e concludendo 14º.
Ceccon continuò con la stessa squadra anche per la stagione 2010 di F3 europea, migliorando e giungendo al 4º posto in classifica finale dopo sei arrivi a podio, inclusa la sua prima vittoria nella serie all'ultima gara dell'anno a Barcellona. A settembre nel 2010, Ceccon fece un'apparizione anche nel campionato italiano di Formula 3 a Vallelunga, ritirandosi nella prima gara per poi finire 12º la seconda.

### GP2 Series
Nel novembre del 2010, Ceccon prese parte ai quattro giorni di test post stagionali della GP2 Series, tenutosi a Yas Marina, ad Abu Dhabi, con la Coloni per i primi due giorni, prima di cambiare team e passare alla DPR per gli ultimi due giorni.
Fu annunciato nel maggio 2011 che Ceccon avrebbe corso a Barcellona e a Monaco nella GP2 Series 2011 per Coloni, rimpiazzando un altro italiano, Davide Rigon, che si era infortunato nel corso della gara precedente di Istanbul. Al debutto diventò il più giovane pilota della serie, prendendo il record che precedentemente era detenuto dallo spagnolo Javier Villa da quasi un anno. Dopo otto gare, con miglior risultato un 11º posto, decise di concentrarsi sull'Auto GP, dove combatté per la vittoria del campionato e lasciò il suo sedile sulla Coloni a Luca Filippi. Concluse 30º in classifica.

### Auto GP
Ceccon ha disputato il campionato Auto GP 2011 per il team italiano Ombra Racing. Aveva i requisiti per partecipare al nuovo trofeo riservato agli Under 21, vinto nella penultima gara della stagione a Valencia. Come premio previsto dal regolamento, si assicurò anche un test premio per la GP2. L'ultimo appuntamento sulla pista del Mugello lo ha visto aggiudicarsi anche il titolo assoluto, come era riuscito nel 2010 a Romain Grosjean.

### GP3 Series
Ceccon si spostò nella GP3 Series per il 2012, guidando per la Ocean Racing Technology. Nel 2014 Kevin ritorna a correre in GP3 per mezza stagione dalla gara di Spa con la Jenzer Motorsport. Nel 2015, invece, Kevin corre tutta la stagione in GP3 Series con la Arden Motorsport, trovando anche due bellissime vittorie nelle Sprint Race di Silverstone e Hungaroring. Oltre a queste 2 vittorie, sostenuto dai propri fan nella gara di casa a Monza, nella Feature Race riesce ad agguantare un bellissimo podio grazie a un sorpasso da manuale alla curva "Grande" su Parry. Finisce il campionato al settimo posto.

### WTCR
Nel 2018 Ceccon ha fatto il suo esordio nella Coppa del mondo turismo, alla guida dell'Alfa Romeo Giulietta TCR del Team Mulsanne. La sua prima apparizione è stata allo Slovakiaring, riuscendo a ottenere i primi punti con il sesto posto di gara 3. Il weekend sul circuito giapponese di Suzuka lo ha visto grande protagonista, con la pole-position e la vittoria in gara 1. Un risultato storico, perché un'auto a marchio Alfa Romeo nel Mondiale Turismo non si imponeva dalla stagione 2007. Per il 2019, Ceccon ha proseguito con il Team Mulsanne chiudendo 14º in classifica generale con 164 punti totali. Sei i piazzamenti sul podio, compreso il secondo in gara 3 a Sepang, l'ultima in calendario.

### Formula 1
Ceccon provò la Toro Rosso nel 2011 durante i test per giovani piloti tenuti a Abu Dhabi nella settimana successiva al Gran Premio stesso. Guidò il secondo giorno del test (16 novembre), dopo Stefano Coletti, finendo la giornata con il 10º tempo più veloce, 4.620 secondi dietro a Jean-Éric Vergne, il più veloce al volante della Red Bull.

## Risultati

### European F3 Open
(legenda) (Le gare in grassetto indicano la pole position) (Gare in corsivo indicano Gpv)
| Anno | Scuderia      | Telaio       | Motore     | 1        | 2        | 3        | 4        | 5        | 6        | 7       | 8         | 9       | 10      | 11      | 12       | 13      | 14        | 15      | 16       | Pos. | Punti |
| ---- | ------------- | ------------ | ---------- | -------- | -------- | -------- | -------- | -------- | -------- | ------- | --------- | ------- | ------- | ------- | -------- | ------- | --------- | ------- | -------- | ---- | ----- |
| 2009 | RP Motorsport | Dallara F308 | Fiat 420F3 | VAL 1 15 | VAL 2 12 | JAR 1 11 | JAR 2 17 | SPA 1 9  | SPA 2 10 | DON 1 4 | DON 2 7   | MAG 1 9 | MAG 2 5 | MNZ 1 5 | MNZ 2 4  | JER 1 9 | JER 2 Rit | CAT 1 8 | CAT 2 18 | 12º  | 33    |
| 2010 | RP Motorsport | Dallara F308 | Toyota F3  | VAL 1 3  | VAL 2 8  | JAR 1 2  | JAR 2 4  | SPA 1 12 | SPA 2 7  | MAG 1 6 | MAG 2 Rit | BRH 1 7 | BRH 2 5 | MNZ 1 3 | MNZ 2 13 | JER 1 2 | JER 2 14  | CAT 1   | CAT 2    | 4º   | 92    |

### Auto GP
(legenda) (Le gare in grassetto indicano la pole position) (Gare in corsivo indicano Gpv)
| Anno | Scuderia     | Telaio      | Motore       | 1       | 2       | 3     | 4        | 5       | 6       | 7       | 8       | 9       | 10      | 11      | 12      | 13      | 14      | Pos. | Punti |
| ---- | ------------ | ----------- | ------------ | ------- | ------- | ----- | -------- | ------- | ------- | ------- | ------- | ------- | ------- | ------- | ------- | ------- | ------- | ---- | ----- |
| 2011 | Ombra Racing | Lola B05/52 | Zytek 3.4 V8 | MNZ 1 5 | MNZ 2 3 | HUN 1 | HUN 2 10 | BRN 1 3 | BRN 2 7 | DON 1 4 | DON 2 6 | OSC 1 3 | OSC 2 6 | VAL 1 3 | VAL 2 8 | MUG 1 4 | MUG 2 7 | 1º   | 130   |

### GP2 Series
(legenda) (Le gare in grassetto indicano la pole position) (Gare in corsivo indicano Gpv)
| Anno | Scuderia        | Vettura        | 1                | 2        | 3        | 4        | 5        | 6        | 7        | 8        | 9         | 10        | 11        | 12        | 13       | 14    | 15    | 16    | 17    | 18    | 19    | 20    | 21    | 22    | Pos.  | Punti |    |
| ---- | --------------- | -------------- | ---------------- | -------- | -------- | -------- | -------- | -------- | -------- | -------- | --------- | --------- | --------- | --------- | -------- | ----- | ----- | ----- | ----- | ----- | ----- | ----- | ----- | ----- | ----- | ----- | -- |
| 2011 | Scuderia Coloni | Dallara GP2/11 | Mecachrome V8108 | IST 1    | IST 2    | CAT 1 19 | CAT 2 15 | MON 1 11 | MON 2 12 | VAL 1 18 | VAL 2 20† | SIL 1 19  | SIL 2 Rit | NÜR 1     | NÜR 2    | HUN 1 | HUN 2 | SPA 1 | SPA 2 | MNZ 1 | MNZ 2 |       |       |       |       | 30º   | 0  |
| 2013 | Trident Racing  | Dallara GP2/11 | Mecachrome V8108 | SEP 1 17 | SEP 2 22 | BHR 1 11 | BHR 2 10 | CAT 1 7  | CAT 2 7  | MON 1 2  | MON 2 7   | SIL 1 Rit | SIL 2 12  | NÜR 1 Rit | NÜR 2 NP | HUN 1 | HUN 2 | SPA 1 | SPA 2 | MNZ 1 | MNZ 2 | MRN 1 | MRN 2 | CYM 1 | CYM 2 | 17º   | 28 |

### GP3 Series
(legenda) (Le gare in grassetto indicano la pole position) (Gare in corsivo indicano Gpv)
| Anno | Scuderia                | Telaio         | Motore       | 1         | 2        | 3         | 4        | 5       | 6       | 7       | 8       | 9         | 10       | 11       | 12       | 13        | 14       | 15       | 16        | 17        | 18       | Pos. | Punti |
| ---- | ----------------------- | -------------- | ------------ | --------- | -------- | --------- | -------- | ------- | ------- | ------- | ------- | --------- | -------- | -------- | -------- | --------- | -------- | -------- | --------- | --------- | -------- | ---- | ----- |
| 2012 | Ocean Racing Technology | Dallara GP3/10 | Renault B20F | CAT 1 Rit | CAT 2 10 | MON 1 3   | MON 2 6  | VAL 1 7 | VAL 2 4 | SIL 1 8 | SIL 2 7 | HOC 1 17  | HOC 2 15 | HUN 1 4  | HUN 2 8  | SPA 1 12  | SPA 2 20 | MNZ 1 13 | MNZ 2 9   |           |          | 9º   | 56    |
| 2014 | Jenzer Motorsport       | Dallara GP3/13 | AER P57      | CAT 1     | CAT 2    | RBR 1     | RBR 2    | SIL 1   | SIL 2   | HOC 1   | HOC 2   | HUN 1     | HUN 2    | SPA 1 11 | SPA 2 11 | MNZ 1 12  | MNZ 2 6  | SOČ 1 5  | SOČ 2 Rit | CYM 1 9   | CYM 2 6  | 15º  | 20    |
| 2015 | Arden International     | Dallara GP3/13 | AER P57      | CAT 1 7   | CAT 2 6  | RBR 1 Rit | RBR 2 NP | SIL 1 7 | SIL 2 1 | HUN 1 7 | HUN 2 1 | SPA 1 Rit | SPA 2 13 | MNZ 1 3  | MNZ 2 4  | SOČ 1 Rit | SOČ 2 NP | BHR 1 14 | BHR 2 18  | CYM 1 Rit | CYM 2 10 | 7º   | 77    |

### Blancpain GT Series Sprint Cup
(legenda) (Le gare in grassetto indicano la pole position) (Gare in corsivo indicano Gpv)
| Anno | Scuderia | Vettura          | 1        | 2        | 3        | 4         | 5        | 6        | 7        | 8        | 9         | 10        | Pos. | Punti |
| ---- | -------- | ---------------- | -------- | -------- | -------- | --------- | -------- | -------- | -------- | -------- | --------- | --------- | ---- | ----- |
| 2017 | ISR      | Mercedes-AMG GT3 | MIS 1 21 | MIS 2 25 | BRH 1 10 | BRH 2 Rit | ZOL 1 28 | ZOL 2 30 | HUN 1 26 | HUN 2 14 | NÜR 1 Rit | NÜR 2 Rit | NC   | 0     |

### Coppa del mondo turismo
(legenda) (Le gare in grassetto indicano la pole position) (Gare in corsivo indicano Gpv)
| Anno | Scuderia      | Vettura                  | 1       | 2        | 3        | 4        | 5        | 6         | 7         | 8       | 9     | 10       | 11       | 12       | 13       | 14       | 15       | 16       | 17        | 18       | 19       | 20       | 21       | 22      | 23       | 24      | 25      | 26      | 27      | 28        | 29      | 30      | Pos. | Punti |
| ---- | ------------- | ------------------------ | ------- | -------- | -------- | -------- | -------- | --------- | --------- | ------- | ----- | -------- | -------- | -------- | -------- | -------- | -------- | -------- | --------- | -------- | -------- | -------- | -------- | ------- | -------- | ------- | ------- | ------- | ------- | --------- | ------- | ------- | ---- | ----- |
| 2018 | Team Mulsanne | Alfa Romeo Giulietta TCR | MAR 1   | MAR 2    | MAR 3    | UNG 1    | UNG 2    | UNG 3     | GER 1     | GER 2   | GER 3 | OLA 1    | OLA 2    | OLA 3    | POR 1    | POR 2    | POR 3    | SVC 1 16 | SVC 2 11  | SVC 3 6  | NIN 1 12 | NIN 2 12 | NIN 3 14 | WUH 1 6 | WUH 2 11 | WUH 3 8 | GPN 1   | GPN 2 6 | GPN 3   | MAC 1 Rit | MAC 2 4 | MAC 3 7 | 14º  | 102   |
| 2019 | Team Mulsanne | Alfa Romeo Giulietta TCR | MAR 1 9 | MAR 2 19 | MAR 3 16 | UNG 1 19 | UNG 2 16 | UNG 3 Rit | SVC 1 Rit | SVC 2 3 | SVC 3 | OLA 1 18 | OLA 2 20 | OLA 3 18 | GER 1 19 | GER 2 19 | GER 3 11 | POR 1 19 | POR 2 Rit | POR 3 13 | CIN 1 17 | CIN 2 9  | CIN 3 9  | GPN 1 8 | GPN 2 4  | GPN 3   | MAC 1 3 | MAC 2 3 | MAC 3 9 | MAL 1 20  | MAL 2 5 | MAL 3 2 | 14º  | 164   |

### eTouring Car World Cup
(legenda) (Le gare in grassetto indicano la pole position) (Gare in corsivo indicano Gpv)
| Anno | Scuderia             | Vettura                 | 1      | 2     | 3   | 4   | 5   | 6   | Pos. | Punti |
| ---- | -------------------- | ----------------------- | ------ | ----- | --- | --- | --- | --- | ---- | ----- |
| 2022 | Hyundai Motorsport N | Hyundai Veloster N ETCR | FRA 10 | UNG 8 | SPA | BEL | ITA | GER | 13º  | 67    |